# Fiorano Modenese
Fiorano Modenese es un ciudad de la provincia de Módena, en la Emilia-Romaña, que cuenta con 16.091 habitantes. Limita con los municipios de Formigine, Maranello, Sassuolo y Serramazzoni.
En su término municipal se encuentran la reserva natural Salse di Nirano y el castillo de Spezzano. Poco conocida es la iglesia parroquial dedicada a San Juan Bautista. 
En Fiorano Modenese también está el circuito privado de la Scuderia Ferrari, cercano a la factoría que la empresa tiene en Maranello.
Esta población está hermanada con la población española de Onda_(Castellón) (www.onda.es).

## Economía
La ciudad se encuentra en una zona industrial dedicada a la producción de azulejos.

## Demografía
| Gráfica de evolución demográfica de Fiorano Modenese entre 1861 y 2001 |
|                                                                        |
| Fuente ISTAT - elaboración gráfica de Wikipedia                        |